# 별똥별 (드라마)
《별똥별》은 2022년 4월 22일부터 2022년 6월 11일까지 방송되었던 tvN 금토 드라마였다.

## 프로그램 소개
하늘의 별과 같은 스타들의 뒤에서 그들을 빛나게 하기 위해 피, 땀, 눈물을 흘리는 사람들의 리얼한 현장 이야기를 그린 로맨틱 코미디

## 제작진

### 극본
- 최연수

### 연출
- 이수현 : MBC 주말 드라마 《내사랑 치유기》(공동 연출), MBC 수목 드라마 《그 남자의 기억법》(공동 연출), tvN 월화 드라마 《낮과 밤》(공동 연출), TVING《마녀식당으로 오세요》(공동 연출) 연출

## 등장 인물

### 주요 인물
- 이성경 : 오한별 역 - 스타포스엔터 홍보팀장
- 김영대 : 공태성 역 - 스타포스엔터 간판 배우
- 윤종훈 : 강유성 역 - 스타포스엔터 매니지먼트 1팀장

톱배우 공태성, 백다혜 등이 소속되어 있는 매니지먼트 1팀장.
- 김윤혜 : 박호영 역 - 스타포스엔터 매니지먼트 2팀장

한별보다 한 살 어린 스타포스엔터의 동료이자 절친
- 박소진 : 조기쁨 역 - 온스타일보 기자

한별의 또 다른 절친
- 이정신 : 도수혁 역 - 스타포스엔터 고문변호사

법무법인 비호의 변호사이자, 스타포스엔터의 고문.

### 스타포스 ENT
- 하도권 : 최지훈 역 - 스타포스엔터 이사

공태성을 비롯 수많은 스타들을 발굴한 국내 최고 마이더스의 손
- 장희령 : 백다혜 역 - 스타포스엔터 배우

매니지먼트 1팀 소속, 현재 가장 핫한 톱배우.
- 이한익 : 강민규 역 - 태성의 매니저

태성의 새 매니저
- 진호은 : 변정열 역 - 신입 매니저

매니지먼트 1팀 신입 매니저
- 신현승 : 윤재현 역 - 스타포스엔터 신인 배우

매니지먼트 1팀 소속 신인 배우
- 정지안 : 김미녀 역 - 홍보팀 대리

쿨하고 일도 잘하는 한별의 오른팔
- 윤상정 : 채은수 역 - 홍보팀 사원
- 권한솔 : 홍보인 역 - 홍보팀 막내
- 장도하 : 장석우 역 - 스타포스엔터 배우

매니지먼트 2팀 소속 배우
- 임성균 : 이윤우 역 - 스타포스엔터 소속 배우

### DS 액터스
- 김대곤 : 한대수 역 - DS액터스 대표

유성과 스타포스 입사 동기, 호영의 사수였다.
- 이시우 : 진유나 역 - DS액터스 신인 배우

안하무인 싸가지 신인 배우
- 최덕문 : 심진우 역 - DS액터스 메인 배우, 대수와 함께 스타포스에서 이적했다.

### 그 외
- 이승협 : 강시덕 역 - 국밥집 사장님

대구의 유명 국밥집 '시덕이네' 사장님
- 주진모 : 반장 역
- 소희정 : 권명희 역 - 태성의 집을 돌봐주는 도우미 여사님
- 나광훈 : 노신사 역 - 수사과장
- 김강우 : 장물아비 역
- 최진호 : 애꾸눈깔 역
- 손병욱 : 영식 역
- 김주명 : 가짜 웨이홍 역
- 허규 : 유귀농 역 - 한별, 기쁨, 호영의 아지트 '오가닉바'의 주인장
- 윤영민 : 사무장 역 - 법무 법인 비호의 도수혁 변호사 사무장
- 이주원 : 양영기 역 - '단독'에 살고 '단독'에 죽는 온스타일보 국장
- 유건우 : 박한석 역 - 태성과 다혜 주연의 드라마 '별들의 세계' 감독
- 오진석 : 유석 역
- 미상 : 이해민 역 - 수혁의 법무법인 '비호'의 베테랑 사무장
- 미상 : 광고주 아들 역
- 미상 : 신윤희 역

### 특별출연
- 박정민 : 박좋은 역 - 오한별의 소개팅 상대 (1회)
- 서이숙 : 스타포스엔터테인먼트 소속 여배우 역 (1회)
- 윤병희 : 해외 자원봉사단 간사 (1회)
- 김슬기 : 해피 역 - 신인 가수 (2회)
- 최지우 : 은시우 역 - 90년대를 대표하며 전국민적인 사랑을 받은 톱스타. 아시아 배우 최초로 ‘프랑스 노블 영화제’ 여우주연상을 수상하며 ‘전설의 여배우’로 불리는 인물. 공태성 친모.
- 이기우 : 안준호 역 - 연예인 (3회)
- 강기둥 : 동준 역 - 매니저 (3회)
- 이상우 : 한승일 역 - 연예인 (4회)
- 채종협 : 함유진 역 - 연예인 (5회)
- 오의식 : 민호 역 - 잠복 취재 중인 연예부 기자 (6회)
- 문가영 : 여하진 역 - 연예인 (6회, 8회)
- 송지효 : 송지희 역 - 연예인 (7회)
- 김동욱 : 이정훈 역 - 앵커 (8회)
- 진기주 : 김진경 역 - 홍보팀 실장 (11회)
- 이상엽 : 도지혁 역 - 훈남 검사. 도수혁의 형. (11회)
- 엄기준: 윤장석 역 - 톱스타 역 (13회)
- 봉태규 : 성우주 역 - 소속사 대표 역 (13회)

## 시청률
최저 시청률과 최고 시청률은 시청률 조사회사와 지역별로 시청률에 차이가 있을 수 있습니다.
| 2022년 | 2022년   | 2022년          | 2022년        | 2022년 |
| 회차   | 방송일   | AGB 시청률      | AGB 시청률    |        |
| 회차   | 방송일   | 대한민국 (전국) | 서울 (수도권) |        |
| ------ | -------- | --------------- | ------------- | ------ |
| 제1회  | 4월 22일 | 1.632%          | 1.676%        |        |
| 제2회  | 4월 23일 | 1.792%          | 1.886%        |        |
| 제3회  | 4월 29일 | 1.497%          | 1.676%        |        |
| 제4회  | 4월 30일 | 1.534%          | 1.617%        |        |
| 제5회  | 5월 6일  | 1.452%          | 1.506%        |        |
| 제6회  | 5월 7일  | 1.415%          | 1.555%        |        |
| 제7회  | 5월 13일 | 1.284%          | 1.303%        |        |
| 제8회  | 5월 14일 | 1.636%          | 1.854%        |        |
| 제9회  | 5월 20일 | 1.462%          | 1.585%        |        |
| 제10회 | 5월 21일 | 1.335%          | -             |        |
| 제11회 | 5월 27일 | 1.177%          | 1.310%        |        |
| 제12회 | 5월 28일 | 1.163%          | -             |        |
| 제13회 | 6월 3일  | 1.343%          | 1.474%        |        |
| 제14회 | 6월 4일  | 1.263%          | -             |        |
| 제15회 | 6월 10일 | 1.296%          | 1.526%        |        |
| 제16회 | 6월 11일 | 1.453%          | 1.477%        |        |

## 참고 사항
- 김영대, 윤종훈, 하도권은 SBS 금요 드라마 《펜트하우스 3》 이후로 7개월 만에 재회하여 캐스팅 되었다.

## 같이 보기
- 대한민국의 텔레비전 드라마 목록 (ㅂ)
- 2022년 대한민국의 텔레비전 드라마 목록

## OST
Part.1 남우현 - Shooting Star (2022.04.22 발매)
Part.2 김재환 - How I Feel (2022.04.29 발매)
Part.3 빈센트블루, Sondia - 그렇게 넌 나의 비밀이 되었고 (2022.05.07 발매)
Part.4 규현 - 출국 (2022.05.21 발매)
Part.5 최유리 - Won't give up (2022.06.03 발매)